# José António (cestista)
José António (Luanda, 31 luglio 1990) è un cestista angolano.

## Carriera
Con l'Angola ha disputato i Campionati mondiali del 2019.

## Palmarès
- Basketball Africa League: 1

Petro de Luanda: 2024